# Gymnodoris inariensis
Gymnodoris inariensis is een slakkensoort uit de familie van de Polyceridae. De wetenschappelijke naam van de soort is voor het eerst geldig gepubliceerd in 2004 door Hamatani & Osumi.